# Tricholoma viridilutescens
Espèce
Tricholoma viridilutescens, est une espèce de champignons (Fungi) Basidiomycètes du genre Tricholoma. Elle produit un sporophore de taille moyenne au chapeau fibrilleux, jaune dans ses marges et d'un vert olivâtre sombre dans son centre. Décrite depuis les forêts de conifères d'Autriche, cette espèce est ectomycorhizienne des Sapins et des Épicéas en Europe, en Russie asiatique et en Amérique du Nord. Morphologiquement proche de Tricholoma sejunctum, elle s'en distingue par la teinte de son chapeau jaune-verdâtre et sa saveur farineuse douce,.
La synonymie avec T. sejunctum n'est pas éclaircie : certaines études tendent à prouver que T. viridilutescens est un synonyme de T. sejunctum alors que d'autres mettent en lumière leur distinction génétique, tout en reconnaissant une grande proximité morphologique avec T. sejunctum var. coniferarum,.

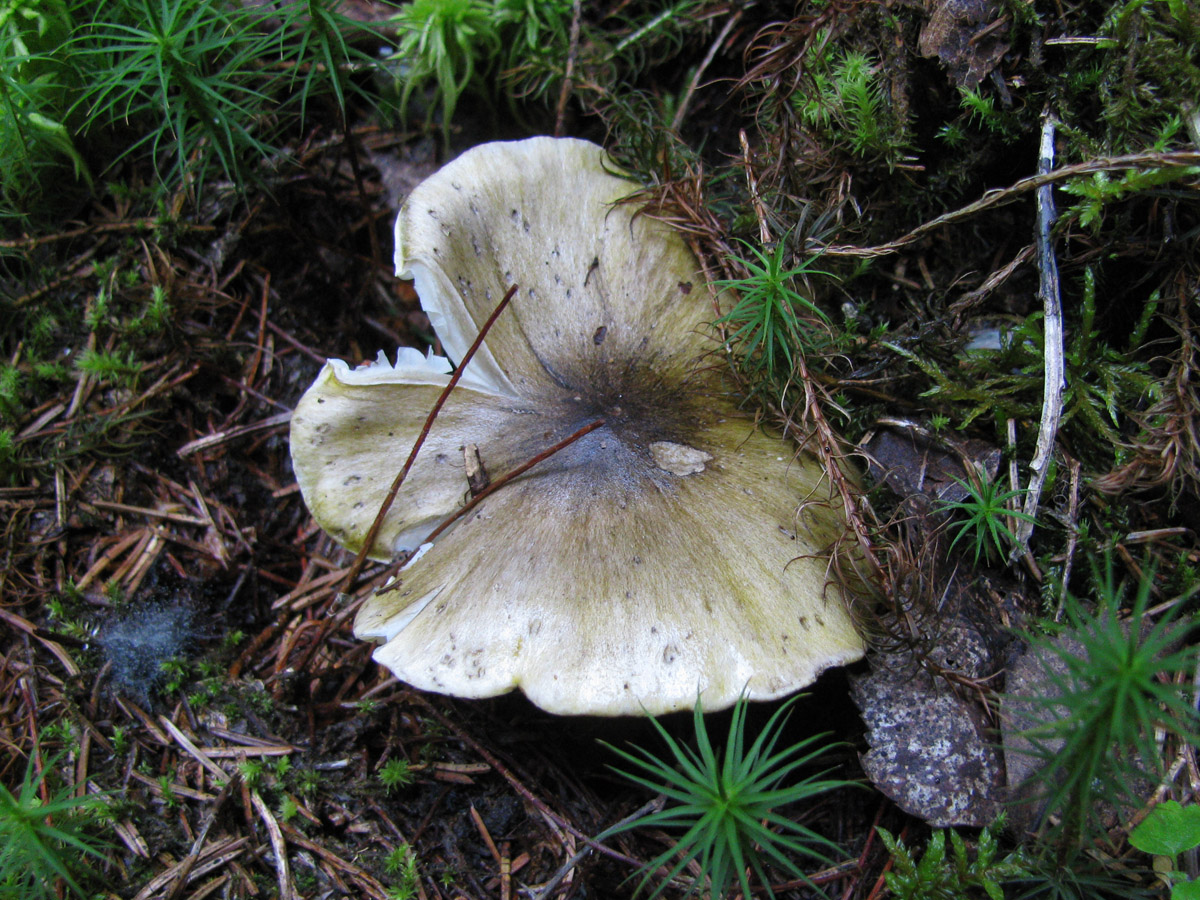
T. viridilutescens (Oblast de Tver, Russie)
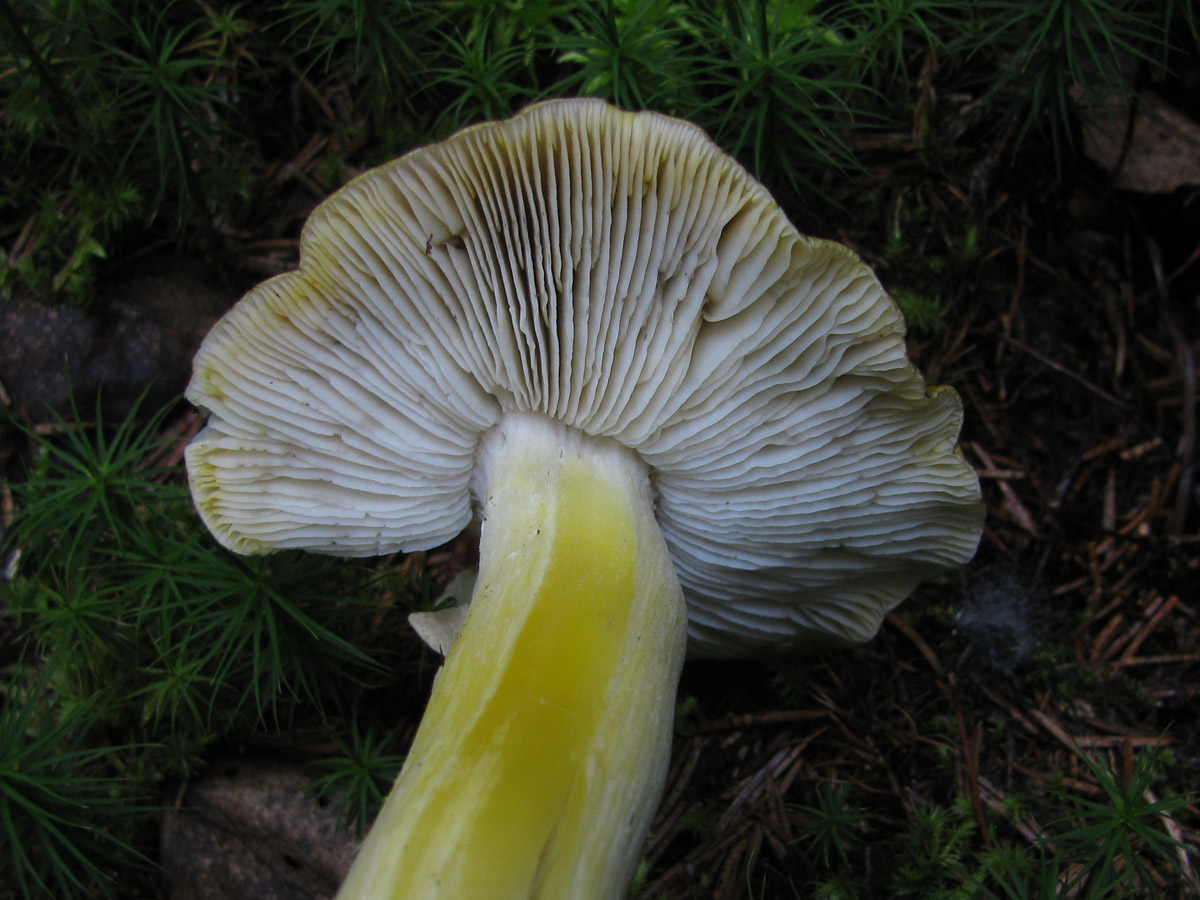
T. viridilutescens (Oblast de Tver, Russie)
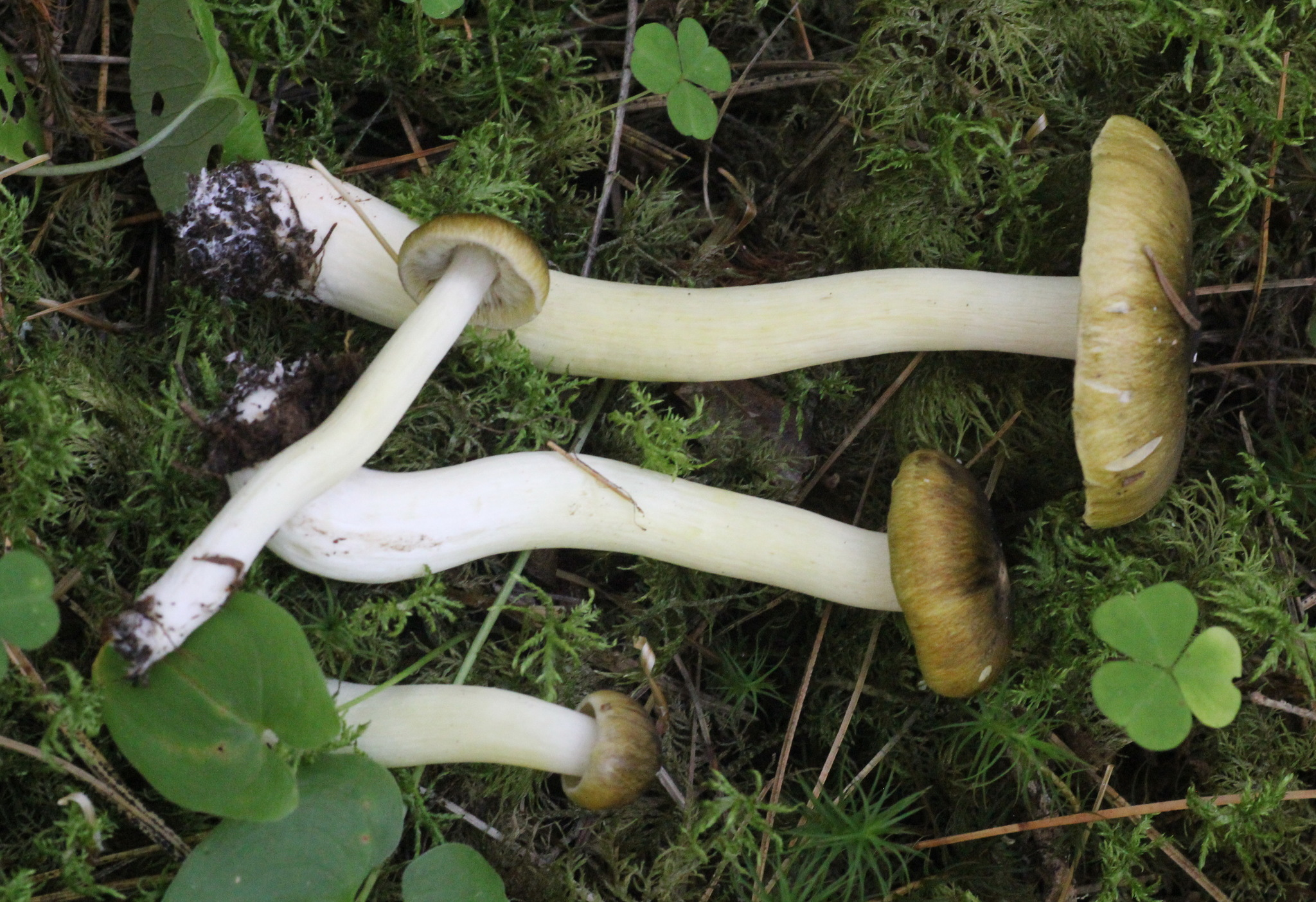
T. viridilutescens (Khantys-Mansis, Russie)